# Dieter Liebig (Schriftsteller)

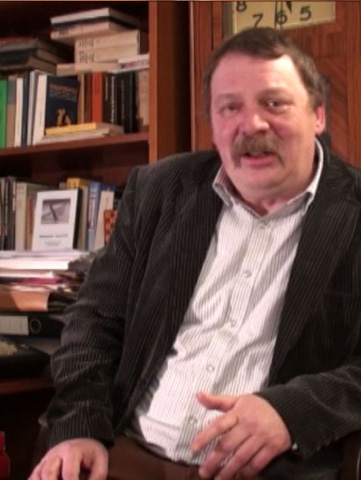
Dieter Liebig (2009)

Dieter Liebig (* 5. August 1951 in Daubitz) ist ein deutscher Schriftsteller und ehemaliger Kommunalpolitiker (CDU). Er war zunächst evangelischer Pfarrer und amtierte von 1990 bis 1994 als Landrat im Kreis Görlitz-Land bzw. Landkreis Görlitz.

## Werdegang
Liebig wuchs in der Niederlausitz auf und legte 1970 an der Universität Halle die Sonderreifeprüfung ab. Anschließend studierte er bis 1976 Theologie in Leipzig und Naumburg (Saale). Er wurde in Deutsch Ossig als Pfarrvikar eingesetzt und am 24. Juni 1979 ordiniert. Von November 1980 bis September 1989 hatte er die dortige Pfarrstelle inne und kämpfte in dieser Zeit erfolglos gegen die Devastierung des Dorfes durch den Braunkohletagebau Berzdorf. Er konnte die Abbaggerung des Dorfes nicht verhindern, aber wenigstens die historisch bedeutsame Pfarrkirche retten, die 1988 entwidmet und zehn Jahre später in Görlitz-Königshufen als Hoffnungskirche wieder eingeweiht wurde. Über diese und die folgenden Jahre schrieb er mehrere Bücher, darunter auch den Roman Faustisch.
Bei den Kommunalwahlen im Mai 1990 wurde Liebig für die Grüne Liga zum Landrat des Kreises Görlitz-Land gewählt. Später wechselte er zur CDU und setzte sich nun für eine Ausweitung des Braunkohleabbaus zugunsten des Kraftwerks Hagenwerder ein. Sein Plan, Teile des Landkreises Zittau dem Tagebau zu opfern, führte zu schweren Konflikten mit dem dortigen Landrat, seinem Parteikollegen Heinz Eggert. Nach der Auflösung des Landkreises Görlitz 1994 kandidierte er nicht mehr für ein politisches Amt, sondern wechselte als Oberverwaltungsrat in den Landkreis Löbau-Zittau, und arbeitete in Kooperation mit dem Institut für Energetik in Leipzig an einem ökologischen Energiekonzept für das Oberlausitzer Tagebaugebiet.
Seit 2001 wirkt Liebig, der schon als Pfarrer Theaterstücke für den kirchlichen Gebrauch schrieb, als freier Schriftsteller. Neben Büchern zur Aufarbeitung der Entwicklungen im Tagebaugebiet veröffentlichte er vor allem historische Romane, aber auch Theaterstücke sowie einen Kommentar zu Jakob Böhmes Hauptwerk Aurora oder Morgenröte im Aufgang.

## Werke (Auswahl)

### Monographien
- Chronik der Kirchengemeinde Deutsch-Ossig. Viadukt-Verlag, Görlitz 1989, ISBN 978-3-929-872-12-5
- Landnahme. Viadukt-Verlag, Görlitz 1991, ISBN 978-3-929872-14-9
- Grünes Requiem / Der Grüne Jakob / Totenmesse für die Natur / Dialog in der Landschaft. Viadukt-Verlag, Görlitz 1991, ISBN 978-3-929872-03-3
- Frö(h)lich. Viadukt-Verlag, Görlitz 1997, ISBN 978-3-929872-27-9
- Kirchenjahr und Spielagende: Texte, Szenen und Stücke zum Kirchenjahr. Viadukt-Verlag, Görlitz 1997, ISBN 978-3-929-87226-2
- 1813 Die Sieger Geschichte. Oettel-Verlag, Görlitz 1998, ISBN 978-3-932693-37-3
- Confessio Saxonica: Moritz von Sachsen in einer Kantate zu Religion, Friede und Recht 1530–1555 nach einem Text von Dieter Liebig.Ebert Musik Verlag, Leipzig 2006, ISMN M205209537
- Etwas bleibt immer übrig: Deutsch-Ossig-Report II - 1990-2005. Sandstein Kommunikation 2006, ISBN 978-3-937-602752
- Jakob Böhme: Aurora oder Morgenröthe im Aufgang. Ein Kommentar. Schriftenreihe der Akademie Herrnhut, Band 1. Neisse Verlag, Dresden 2012, ISBN 978-3-86276-077-0
- (K)ein Weg westwärts. MEDU-Verlag, Dreieich 2012, ISBN 978-3-941-95556-1
- Nathanael: Die Shakespeare Companie. MEDU-Verlag, Dreieich 2014, ISBN 978-3-944-94803-4
- Nur das Leben hasst, der Tod versöhnt: 1812–1815. MEDU-Verlag, Dreieich 2015, ISBN 978-3-944-94836-2
- Faustisch: ein deutsch-ossig roman (Edition Deutsch Ossig). Viadukt-Verlag, Görlitz 2015, ISBN 978-3-929872-75-0
- Unheilige Allianzen: Texte und Stücke zu Reformation und Revolution. MEDU-Verlag, Dreieich 2016, ISBN 978-3-944-948-58-4
- Beatrice: Von der Hölle in den Himmel. MEDU-Verlag, Dreieich 2016, ISBN 978-3-944-94877-5
- Die Zukunft hat schon begonnen: Report III: Deutsch-Ossig, Reichwalde, Boxberg, Nochten, Schleife 2006–2015. MEDU-Verlag, Dreieich 2017, ISBN 978-3-944-94876-8
- Spielagende: Stücke, Szenen, Texte zum Kirchenjahr (Edition Deutsch Ossig). Viadukt-Verlag, Görlitz 2019, ISBN 978-3-929-87281-1
- Über das Feld führt kein Weg: Stücke nach russischer Prosa (Edition Deutsch Ossig). Viadukt-Verlag, Görlitz 2019, ISBN 978-3-929-87276-7
- … weint nicht um mich, beneidet mir mein Glück: Novelle über Theodor Körner. MEDU-Verlag, Dreieich 2020, ISBN 978-3-963-52067-9
- Vor Verdun fand ich meinen Glauben: Essays und Stücke zum 1. Weltkrieg nach literarischen Vorlagen (Edition Deutsch Ossig). Viadukt-Verlag, Görlitz 2021, ISBN 978-3-929-87289-7
- Kap der guten Hoffnung. MEDU-Verlag, Dreieich 2022, ISBN 978-3-963-52080-8
- Im Anfang war das Wort: Deutsch-Ossig-Report 1977 – 1986 MEDU-Verlag, Dreieich 2023, ISBN 978-3-963-52107-2
- Faustisch. Ein Deutsch-Ossig-Roman. MEDU-Verlag, Dreieich 2024, ISBN 978-3-963-52131-7
- Vielleicht ist morgen schon Ewigkeit: Report IV: Deutsch-Ossig, Reichwalde, Nochten, Schleife, Prunérov (Brunnersdorf), Tušimice (Tuschmitz), Most ... (Brüx), Karlovy Vary (Karlsbad) 2016-2022. MEDU-Verlag, Dreieich 2024, ISBN 978-3-963-521331
- Goethe auf der Reise durch Italien: Nach Johann Wolfgang von Goethes „Italienische Reise“. MEDU-Verlag, Dreieich 2024, ISBN 978-3-963-52131-7

### Hörspiele
- Waldhüter. Radio DDR II, Hörspiel, 1985

### Filme
- Dokumentarfilm „Westerbork-Auschwitz“. (Drehbuch) Regie Till Liebig, 2008